# Hexatoma schineri
Hexatoma schineri är en tvåvingeart som först beskrevs av Alexander 1922.  Hexatoma schineri ingår i släktet Hexatoma och familjen småharkrankar. Inga underarter finns listade i Catalogue of Life.